# Nikel
Nikel (russisch Ни́кель, skoltsamisch Koolâsjokk, norwegisch Nikkel, finnisch Kolosjoki; deutsch auch Nickel) ist eine Siedlung städtischen Typs im äußersten Westen der Oblast Murmansk in Nordwestrussland. Nikel ist der Verwaltungssitz des Rajons Petschengski. Es liegt sieben Kilometer von der norwegischen Grenze entfernt und etwa 200 Kilometer nordwestlich des Oblastzentrums Murmansk. Die Siedlung hat 9.519 Einwohner (Stand 2023).
Hauptwirtschaftszweig Nikels ist die Ausbeutung der regionalen Nickelvorkommen, die dem Ort seinen Namen gegeben haben. Die Förderung wird durch den Konzern Nornickel durchgeführt, der auch gleichzeitig Weltmarktführer der Nickelproduktion ist. Die industrielle Tätigkeit im Umland hat zu einem großflächigen Waldsterben geführt.

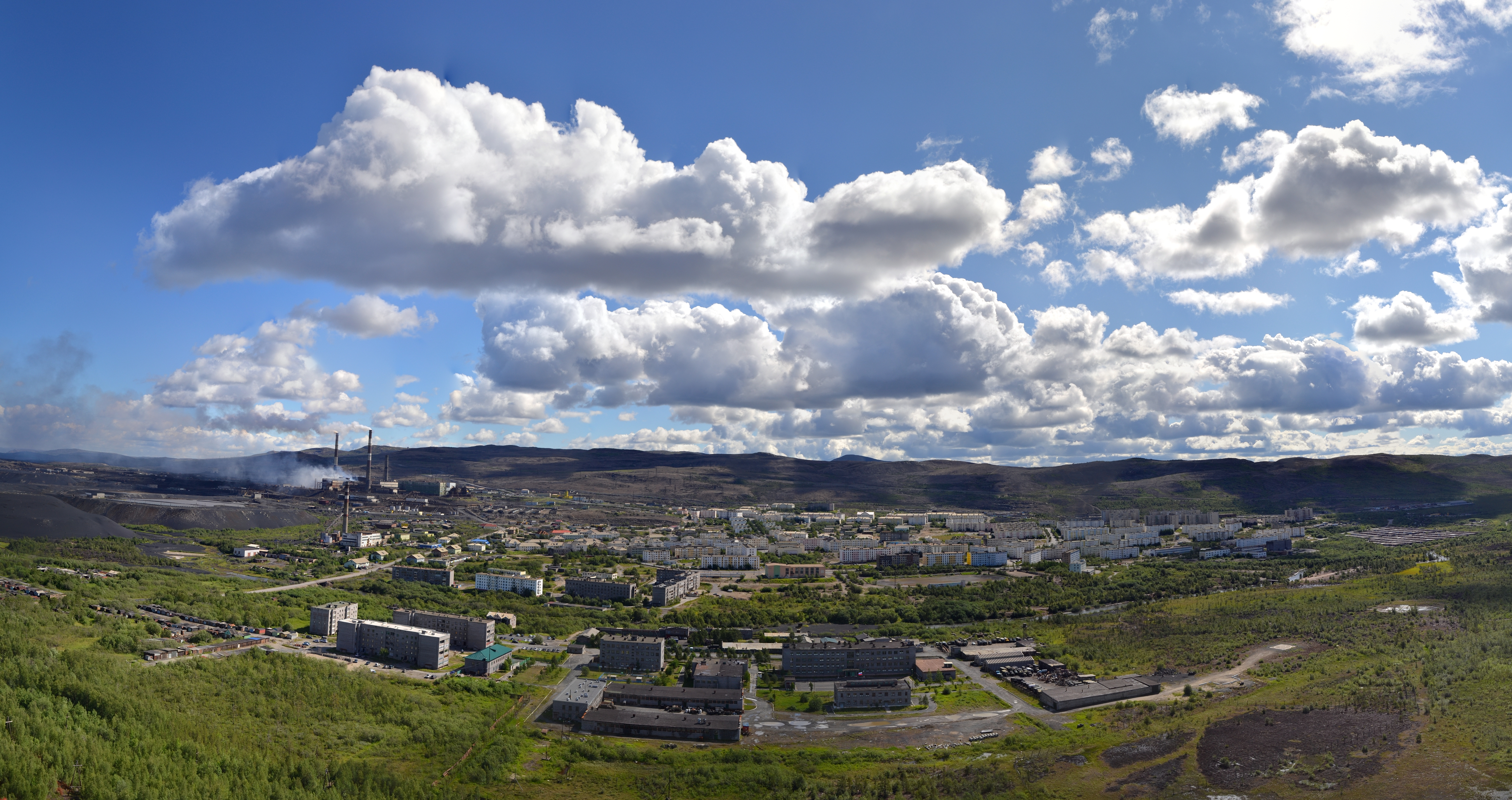
Stadtpanorama
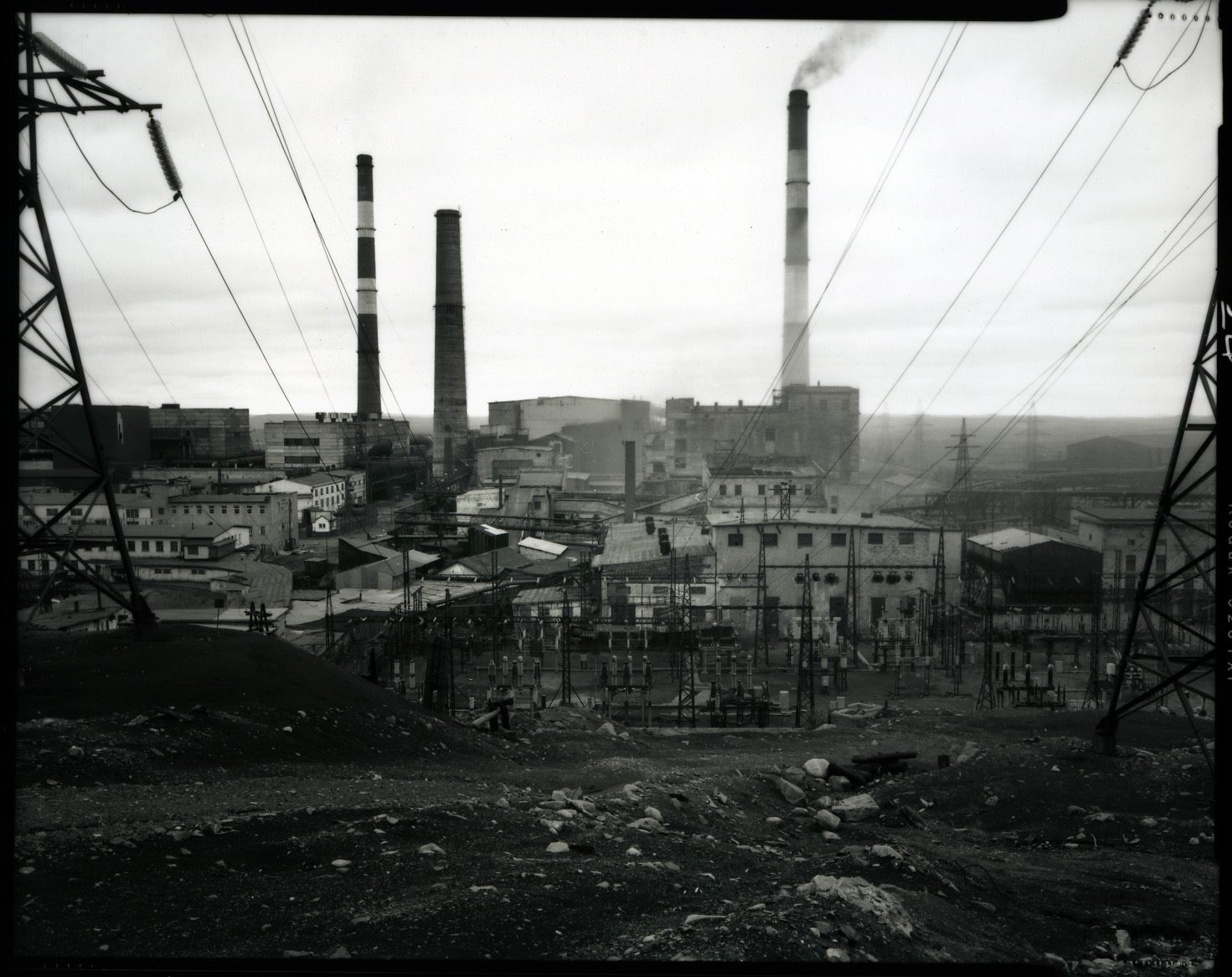
Bergbaukombinat

## Geschichte
Der Ort entstand während der Zugehörigkeit des Gebietes zu Finnland 1935 unter dem Namen Kolosjoki im Zusammenhang mit der Erschließung der dortigen Erzvorkommen durch die  Petsamon Nikkeli Oy, die über die British Mond Nickel Co. von der Inco kontrolliert wurde. In den Folgejahren wurde mit dem Bau einer Bahnstrecke für den Abtransport des Erzes zum Hafen Liinahamari an der Barentssee begonnen.
Im Winterkrieg von 1939 bis 1940 besetzte die Sowjetunion ganz Petsamo (das Petschenga-Gebiet); mit dem folgenden Friedensabkommen wurde aber nur der finnische Teil der Rybatschi-Halbinsel an die Sowjetunion abgetreten, sodass Kolosjoki vorerst bei Finnland verblieb.
Im Sommer 1940 übernahm die finnische Regierung die Minen von der britischen Firma. Der Erzabbau begann im selben Jahr. Das Erz wurde hauptsächlich nach Deutschland verkauft, wo es eine bedeutende Rolle für die Rüstungsindustrie spielte. Das Wasserkraftwerk in Jäniskoski ging 1942 in Betrieb und ermöglichte es, das Erz vor Ort zu schmelzen.
Im Dezember 1943 flog der deutsche Minister für Bewaffnung und Munition Albert Speer zu einer Besichtigungstour nach Kolosjoki, den zu diesem Zeitpunkt einzigen Nickellieferanten für das Deutsche Reich, um einen beschleunigten Abtransport des für die deutsche Kriegswirtschaft lebensnotwendigen Rohstoffes zu organisieren. 
1944 besetzte die Rote Armee Petsamo erneut und Finnland musste im Rahmen des am 19. September 1944 unterzeichneten Waffenstillstands von Moskau das gesamte Gebiet an die Sowjetunion abtreten. Die deutschen Truppen zerstörten bei ihrem Rückzug das Kraftwerk und teilweise das Hüttenwerk.
Am 21. Juli 1945 beschloss das Präsidium des Obersten Sowjets der Sowjetunion, das vormalige Petsamo als Petschengski rajon der Oblast Murmansk einzugliedern. Verwaltungszentrum wurde das in Nikel umbenannte Kolosjoki, das am 27. November 1945 den Status einer Siedlung städtischen Typs erhielt. Das Hüttenwerk ging 1946 wieder in Betrieb. Es war der einzige größere industrielle Arbeitgeber, bis es zum Jahresende 2020 schloss.
Bevölkerungsentwicklung
| Jahr | Einwohner |
| ---- | --------- |
| 1959 | 16.305    |
| 1970 | 21.299    |
| 1979 | 20.031    |
| 1989 | 21.838    |
| 2002 | 16.534    |
| 2010 | 12.756    |
| 2020 | 11.012    |

Anmerkung: Volkszählungsdaten

## Persönlichkeiten
- Timofey Bukharin, Musiker, Projekt Wonders of Nature